# NGC 3081
NGC 3081 es una galaxia espiral barrada (SB0-a) localizada en la dirección de la constelación de Hidra. Posee una declinación de -22° 49' 34" y una ascensión recta de 9 horas, 59 minutos y 29,5 segundos.
La galaxia NGC 3081 fue descubierta  el 21 de diciembre de 1786 por William Herschel.